# Planificación estratégica de los servicios de salud

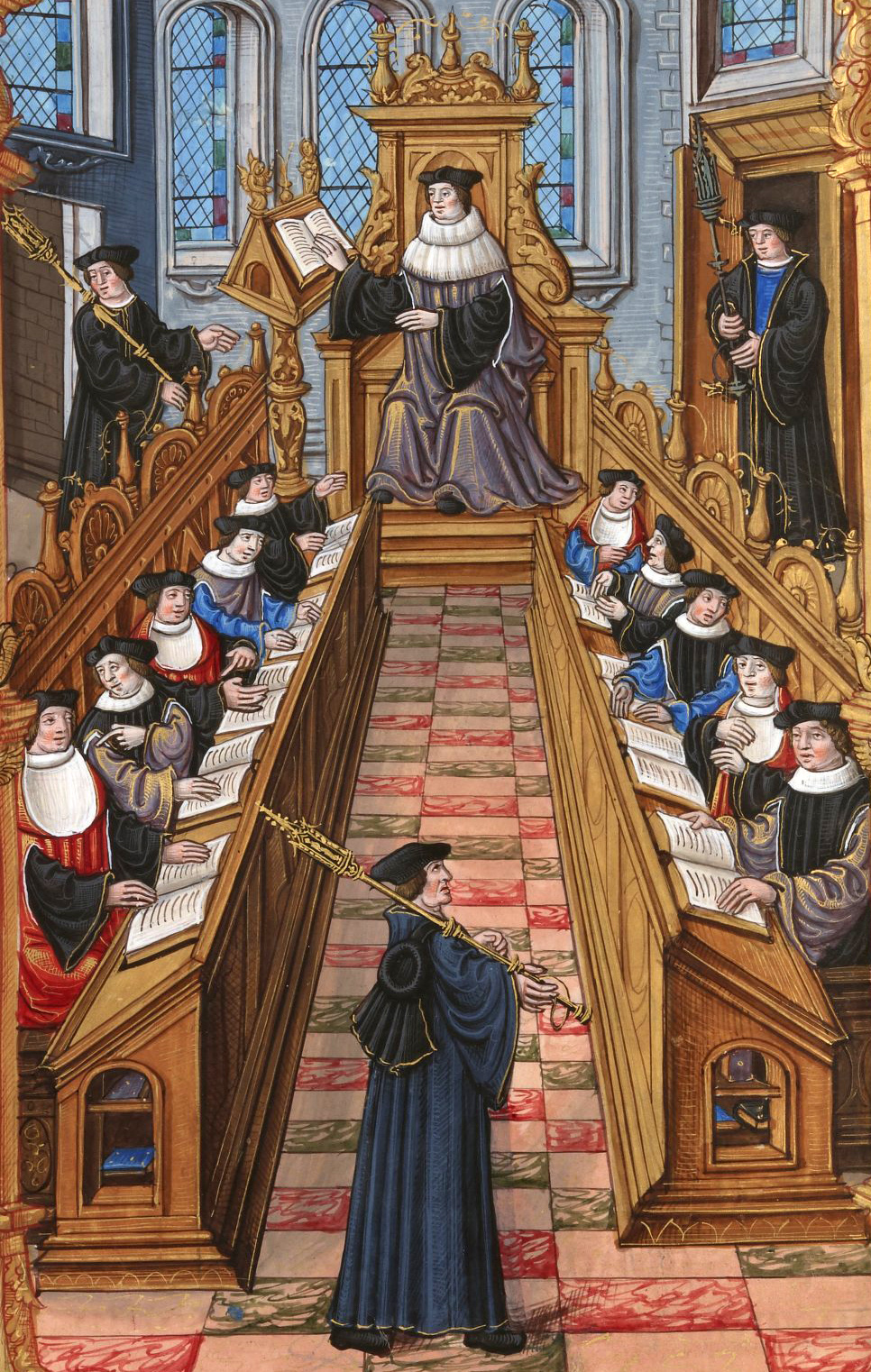
Doctores deliberando en la Universidad de París: La planificación estratégica para servicios de salud, en la actualidad, es la consideración formal del futuro de una organización proveedora de salud.

La dirección estratégica para los servicios de salud incluye un conjunto de planes conceptuales, operativos e indicativos desarrollados por los altos directores de los distintos servicios de salud para sus organizaciones y, por lo tanto, a menudo forma parte del currículo de carreras de pregrado y posgrado para proveedores y administradores de la salud. La estrategia a seguir suele tener vigencia en el medio plazo, usualmente no más de 5 años. En muchos países, la planificación estratégica es una herramienta administrativa valorada por las organizaciones proveedoras de salud y, por lo general, los modelos usados difieren de los de las fábricas y otras empresas.
Por lo general y en su forma más simplista, el plan estratégico para los servicios de salud incluye los criterios para la toma de decisiones cotidianas de la organización y, a diferencia de la planificación tradicional, provee el patrón usado para la evaluación de los procedimientos y operaciones necesarias para alcanzar decisiones acertadas. El proceso de desarrollo de la planificación estratégica está fundamentado en la visión del estado futuro de la organización y su ápice estratégico es su coordinación o su dirección.
Poco se sabe, aún en términos de la lógica empírica, en que medida las organizaciones sanitarias realizan una planificación estratégica formal o en que medida la planificación estratégica afecta el desempeño en gerencia de salud. En lo que respecta tanto a la contingencia estructural como a la ciencia de la complejidad, el valor de la planificación estratégica se bifurca en diferentes interpretaciones. La teoría de la contingencia hace hincapié en la adaptación para lograr que la organización se ajuste a un entorno cambiante y, sobre la base de ello, aprecia a la planificación estratégica como una forma de trazar el camino de la organización. La ciencia de la complejidad sostiene que la planificación es en gran medida inútil en entornos cambiantes.

## Historia

### América Latina
En América Latina, la planificación en salud ha evolucionado en un proceso gradual desde una visión normativa en la década de los años 1960 al pensamiento estratégico aplicado a la planificación, característico de los años '80. Este cambio paradigmático y el enfoque estratégico está representado por tres autores:
- Planificación de situaciones: Propuesta por Carlos Matus en la CEPAL, en el año de 1968. Para este enfoque la planificación es un instrumento al servicio del hombre para someter los acontecimientos y su curso, y al servicio de los gobiernos para mejorar la capacidad de gobernabilidad. La realidad se desenvuelve en tres planos: 
  - donde se producen los hechos.
  - donde se localizan los actores que los viven.
  - donde están las explicaciones que los actores dan a los fenómenos.

La planificación se dan en tres módulos o momentos: 
- explicativo: donde se buscan las causas de los fenómenos.
- acción: donde se crean las misiones y compromisos.
- operaciones y planes: donde se materializan las dos anteriores.

- Pensamiento estratégico: propuesto por Mario Testa y resumido en su libro "Pensamiento Estratégico y Lógica de Programación" (1989). El centro de la problemática estratégica es el poder como capacidad liberadora de la población. La planificación se desarrolla en dos aspectos: político (distribución del poder) y estratégico (formas de poner en práctica el poder). Para el logro de la planificación debe existir coherencia plena entre los propósitos políticos del estado, los métodos aplicados y el accionar de las organizaciones o instituciones (este requisito se denomina, Principio de Coherencia). En conclusión, la planificación estratégica no es sólo definir un objetivo para alcanzar sino un proceso social complejo que gira en torno de objetivos políticos definidos.

- Enfoque estratégico: Propuesto por un grupo de catedráticos de la Facultad Nacional de Salud Pública de la Universidad de Antioquia en Medellín-Colombia. Este enfoque determinó el accionar de la Organización Panamericana de la Salud (OPS) por más de 20 años. En este enfoque la planificación debe vincularse a desarrollo económico y social, flexibilizando enfoques y métodos para adaptarse a las circunstancias concretas e incorporando activamente a la población.

El centro argumentativo es la meta SPT/20004 y su principal estrategia es la atención primaria. El objeto de planificación son los “espacios población”: espacios complejos históricos, económicos, sociales, culturales-demográficos, inmersos en un contexto social mayor. Las principales características de este enfoque son: coherencia con el estilo nacional de desarrollo, el sistema social entendido como lucha de poderes, el plan y las opciones como resultado de la negociación de poderes, la necesidad de transformaciones administrativas para el desarrollo del plan, la participación de todos los actores sociales en la planificación y ejecución de los planes y el papel protagónico de la evaluación.

#### Planificación normativa
Basada en el contexto de la propuesta desarrollista (Alianza para el Progreso) que surge luego de la reunión ministerial de 1961 en Punta del Este, Uruguay, aparece la planificación como respuesta y necesidad para las demandas de desarrollo económico y social que permitirían a los países subdesarrollados alcanzar el nivel de las naciones del primer mundo. El modelo básico de operación de esta propuesta la desarrollo también Mario Testa, y se conoce como el Método CENDES/OPS. Una premisa de esta concepción de la planificación es que la ciencia es la idea rectora, basada en los preceptos de la economía (escasez de recursos y eficiencia) y la ciencia positiva con el aislamiento del planificador con el objeto a planificar, la realidad es objetiva, los problemas sociales siguen leyes y teorías con causalidades conocidas, el objetivo de la planificación es el control de la realidad, ante una realidad objetiva sólo hay una solución posible –la más eficiente-.
De lo anterior, se concluye que se considera el sistema social y de salud como un sistema cerrado, independiente del contexto y sujeto a las leyes de la causalidad científica. El gerente en servicios de salud, entonces, es un dirigente con gran habilidad técnica, científica y económica.
No hay vinculación entre el planificador y el tomador de decisiones, usualmente un administrador político, con una lógica subyacente a lo normativo: «Quien puede mandar, manda y quien no puede mandar, obedece». Este hecho, finalmente, es la causa del fracaso de esta propuesta.[cita requerida]

#### Plan decenal
La crisis de la idea desarrollista, DURANTE la expansión de los movimientos sociales en América Latina y el fracaso de la planificación normativa llevaron a un replanteamiento de la planificación. Así, luego de la III reunión de ministros (Santiago de Chile, octubre de 1972), se formula el Plan Decenal, donde se establecen objetivos para el decenio 1971-1980 en concordancia con la realidad como se conoce en cada país y en el Continente, con la posibilidad de alcanzarlos y con las tendencias del desarrollo y de la economía. Se reconoce el derecho universal a la salud y a la cobertura en servicios de salud, aún en áreas rurales o marginales. Los aportes de este plan al desarrollo conceptual y práctico de la planificación ocurren sobre la base de que el sistema de salud es parte de un todo social (no cerrado), requiriéndose la integración de todas las instituciones relacionadas.
Las directrices de planificación en salud, por tanto, deben incluir lo político. Adicionalmente aparece la propuesta de planificación participativa.

#### Formulación de políticas de salud
El fracaso de la planificación normativa se profundizó con la caída de gobiernos socialistas (p.ej. Salvador Allende en Chile) y el ascenso de múltiples regímenes burocráticos-administrativos, y el deterioro en las economías latinoamericanas por el aumento de la deuda externa y los precios del petróleo. Como respuesta, en 1975, el Centro Panamericano de planificación en Salud (CPPS/OPS) elabora el documento “formulación de políticas de salud”, donde se aprecia la intención de cambio paradigmático:
Se descubrió entonces las múltiples interrelaciones entre el sector salud y el resto del medio social. El medio social y el sector salud son complejos, y con la incorporación de nuevas ciencias y ópticas se descubre que existen varias formas de ver los problemas y múltiples soluciones. No hay determinación unicausal en los fenómenos sociales. El estado es complejo y es modificado continuamente por los grupos de poder y los intereses individuales. Por tanto, la planificación existe en un medio complejo y con tensiones permanentes, no es un proceso lineal ni prescriptivo.

#### Enfoque estratégico de la década de los años '80
Como resultado del proceso anterior se descubre un modo diferente de encarar la planificación. El reconocimiento de la complejidad e indeterminación de los problemas sociales lleva a la incertidumbre como la principal característica del nuevo paradigma, ¨es imposible predecir el futuro¨, no hay certeza de no equivocarse ni en la definición de los problemas ni en la selección de las respuestas adecuadas a estos. Así, la planificación se configura como un mecanismo para disminuir los niveles de incertidumbre de las sociedades. La planificación moderna es un acto político, racional encaminado hacia el futuro.

## Misión y Visión
Una de las funciones básicas de los equipos locales de las áreas rectoras es la de proponer políticas locales de salud, para lo cual es una necesidad de existencia de información confiable y oportuna, útil para la implementación de políticas, además de insumo en los procesos de planificación. Es por medio de una declaración de la misión efectiva que las organizaciones, incluyendo las dedicadas a los servicios de salud públicos y privados, resumen sus objetivos y principios de operación, desde donde extraen las políticas de su equipo. Dicha declaración establece el propósito general de la organización, por ejemplo:

El Hospital Británico de Buenos Aires, fundado en 1844, es una entidad de bien público sin fines de lucro, dedicada a mejorar el nivel de salud de las personas y a proveer servicios médicos y  hospitalarios de alta calidad, dentro de un marco ético y de compromiso con la sociedad.
Página web oficial 
Hospital Británico de Buenos Aires

Por su parte, una "declaración de visión" describe en términos gráficos dónde el equipo gerencial ve que se van a desplegar los acontecimientos en 15 o 20 años, si todo funciona exactamente como cabe esperar. Mientras que la declaración de la misión proporciona guía inmediata, una declaración de visión inspira. Por ejemplo, parte de la visión del Hospital Universitario Marqués de Valdecilla incluye:

Ser la primera opción de hospitalización y de atención especializada para la población cántabra. La calidad técnica, la confortabilidad de sus instalaciones, el respeto a la autonomía y privacidad de sus usuarios, y la colaboración con los médicos de familia y otros servicios asistenciales comunitarios serán la base de su valoración.

Muchos modelos de planificación estratégica se fundamentan en la misión y visión de la organización. Aún con las transformaciones en salud mundial, la visión de una organización proveedora de salud puede ser articulada con su visión a largo plazo. De hecho, la planificación estratégica puede ser una herramienta para que el personal de la organización comprenda la misión y los objetivos de la misma, aunque en algunos casos se confunde la misión con la estrategia.

## Plan estratégico en salud

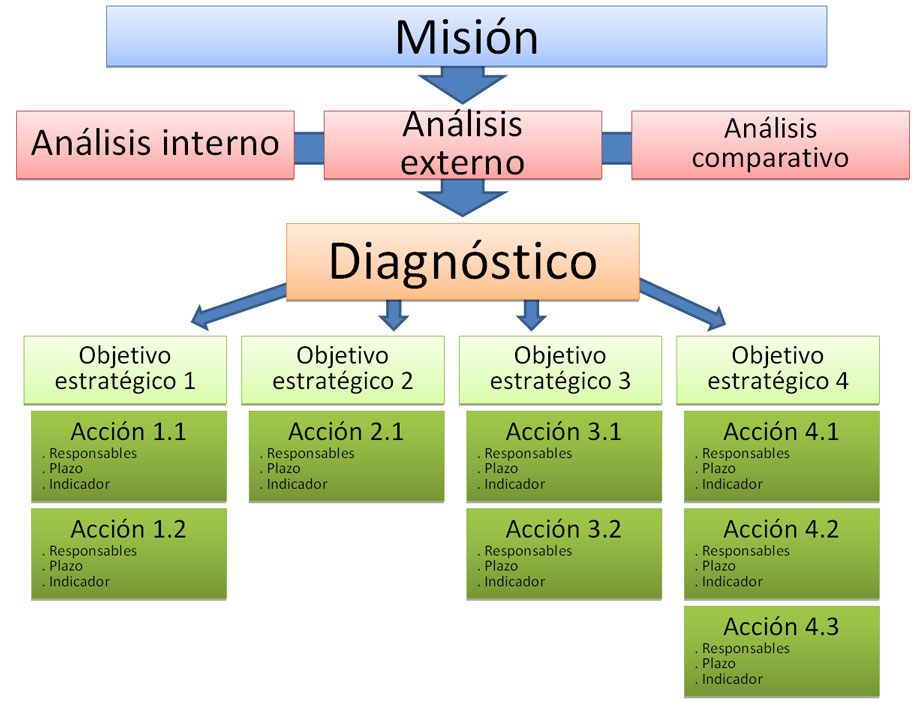
Diagrama de un modelo de planificación estratégico partiendo de la misión de la organización.

Como para cualquier empresa, el plan estratégico de centros de salud suele ser cualitativo, es decir, describe en términos medibles los objetivos de la organización. El plan estratégico es también temporal, enmarcado en intervalos de tiempo concretos y explícitos.
En tal sentido, la planificación en salud es un proceso administrativo y no puramente epidemiológico cuyo propósito es decidir lo que se quiere, a dónde se quiere llegar en un tiempo determinado, las acciones que se tomarán, los medios que se utilizarán y los individuos que serán los responsables de llegar hasta donde se desea y alcanzar en una forma más efectiva los objetivos organizacionales del futuro. Se hace hincapié en la necesidad de actualizar constantemente los planes estratégicos, lograr la participación de los médicos y el consejo administrativo de la organización, e integrar los planes estratégicos con otros planes de la organización, utilizando elementos protocolares que corresponden al «deber ser» así como elementos estratégicos como el «poder ser», en una actitud expectativa y anticipativa que permitan la creación de situaciones futuras, intermedias y finales que corresponderían con los objetivos deseables para la organización.
En tal planificación se hace indispensable crear estrategias de mejoramiento, tales como programas, proyectos, planes y actividades de salud encaminadas a mejorar las condiciones en salud de las comunidades, mejorar la calidad de la atención y dignificar la función de los profesionales y los centros de salud. Se planifica con el ánimo de reducir la incertidumbre sobre la base de un mejor conocimiento de la realidad y la previsión de lo que puede acontecer de mantenerse algunas situaciones. La planificación tiene mucho con la realidad, implica una permanente adopción de decisiones y, después de ejecutados, realiza el seguimiento, creando compromiso con el mejoramiento.
A menudo, a nivel colectivo y social surgen dificultades para la definición de los objetivos, los medios y la provisión de éstos, o sea, para clarificar lo que es la planificación de la salud pública.
Por lo general, la planificación estratégica se emplea como recurso para orientar los esfuerzos de organización, fomenta la participación y el compromiso de los inversionistas y conduce a la consecución de los objetivos estratégicos.

## Metodología
La planificación estratégica suele ser valorada por gerentes y administradores para el funcionamiento eficaz de las organizaciones, incluidas las organizaciones de atención médica. La planificación estratégica normalmente se enseña en los programas de postgrado de administración de salud, a menudo dentro de los cursos en administración general, administración de operaciones, la gestión estratégica, o mercadeo. Los nuevos desarrollos, especialmente en las metodologías y las herramientas de planificación estratégica, se presentan en reuniones de asociaciones profesionales y otros centros de educación ejecutiva.
Existe una amplia variación en la forma de planificar estratégicamente por parte de las organizaciones de salud. Algunos integran la función de planificación estratégica con mercadeo, otras le asignan la responsabilidad a un planificador, y otros difunden la responsabilidad de la planificación estratégica entre el equipo de alta gerencia. 
Una propuesta que resume diversas aproximaciones e integra herramientas de planificación estratégica propia de entornos de mercado, ha sido publicada por Mendoza y Robles (2000, 2009), y propone siete momentos:
1. Momento de Identidad (constitución del actor planificador).
2. Momento Enunciativo (Formulación de la Misión y Visión).
3. Momento de Análisis Situacional (Subdividido en: Análisis del Entorno o ambiente externo, y Análisis del Intorno o medio interno)
4. Momento de Síntesis (Empleando la matriz FODA para priorizar elementos clave a ser abordados por el Plan)
5. Momento Propositivo (Formulación de Objetivos Estratégicos)
6. Momento Estratégico (Formulación de Estrategias)
7. Momento Táctico-Operativo (Articulación del Plan con los Planes Operativos).

### Gerencia estratégica
Muchos autores consideran el Análisis DAFO o FODA la herramienta estratégica por excelencia más utilizada para conocer las características internas y externas de la organización (esto incluye a los servicios de salud o la industria farmacéutica) e incentivar la adopción de prácticas exitosas en la organización hospitalaria. Esta metodología de la planificación estratégica se conoce como «gerencia estratégica» y permite centrarse en los aspectos más críticos o relevantes de la situación analizada,
a modo de evaluación.
La situación interna, centrada en la visión de la organización, se compone de dos factores controlables: fortalezas y debilidades, mientras que la situación externa, centrada en la misión de la organización, se compone de dos factores no controlables: oportunidades y amenazas. El análisis FODA permite la creación de matrices que interrelacionan las dos situaciones o ambientes.
Esta herramienta de planificación se popularizó en los años 1960 y 70 sobre la base de las ideas del general Sun Tzu y permite de manera más o menos sistemática determinar el análisis situacional y la estrategia a seguir de una organización en función a sus posibles riesgos y potenciales.
Existe poca estandarización en la forma en que las organizaciones de salud hacen su planificación, y no está claro si la planificación estratégica conlleva a ventajas en el rendimiento o en el mercado. Al igual que con muchas prácticas de gestión, la evidencia sobre la eficacia o el valor de la planificación estratégica aún no se ha demostrado.
Las oportunidades y las amenazas, es decir, el medio externo, suele ser evaluado a largo plazo. Las fortalezas y las debilidades a mediano plazo y, en entre las dos, se realiza a corto plazo la planificación operativa diseñado en un plan operativo anual. De manera que la planificación estratégica no puede hacerse en 1 año o 3 años, sino quizás en 10 años o más.

## Estrategia de calidad
La calidad como estrategia es un imperativo prioritario en la gestión de salud actual. La calidad en el resultado es enfocado tanto en lo eficiente del servicio como en un cambio favorable en la historia natural de una enfermedad al ser atendido por los sistemas y servicios de salud.